# Generation Freakshow
Generation Freakshow es el octavo álbum de la banda inglesa de rock Feeder. Este debió ser lanzado el 26 de marzo del 2012 pero se retrasó hasta el 23 de abril del mismo año.

## Lista de canciones
| N.º | Título                                                        | Duración         |  |
| 1.  | «Oh My»                                                       | 3:39             |  |
| 2.  | «Borders»                                                     | 3:29             |  |
| 3.  | «Idaho»                                                       | 3:28             |  |
| 4.  | «Hey Johnny»                                                  | 3:27             |  |
| 5.  | «Quiet»                                                       | 5:06             |  |
| 6.  | «Sunrise»                                                     | 4:02             |  |
| 7.  | «Generation Freakshow»                                        | 2:49             |  |
| 8.  | «Tiny Minds»                                                  | 3:15             |  |
| 9.  | «In All Honesty»                                              | 2:52             |  |
| 10. | «Headstrong»                                                  | 3:13             |  |
| 11. | «Fools Can't Sleep»                                           | 3:48             |  |
| 12. | «Children of the Sun - incluye escondida la pista "Sky Life"» | 6:32 (4:19/2:12) |  |

| Bonus track en la versión Japonesa |                                                                    |          |  |
| N.º                                | Título                                                             | Duración |  |
| 13.                                | «Side By Side»                                                     | 3:46     |  |
| 14.                                | «Idaho» (Masafumi Gotoh (Asian Kung-Fu Generation) versión cover)  | 3:29     |  |
| 15.                                | «Generation Freakshow» (Takeshi Hosomi (The Hiatus) versión cover) | 2:51     |  |

| Bonus track UK iTunes |              |          |  |
| N.º                   | Título       | Duración |  |
| 13.                   | «Miles Away» | 3:47     |  |

## Personal
- Grant Nicholas – guitarra, vocalista
- Taka Hirose – bajo
- Karl Brazil - batería